# Elementi del periodo 3
Un elemento del periodo 3 è uno degli elementi chimici nella terza riga (o periodo) della tavola periodica degli elementi.
Questi sono:
| Gruppo   | 1     | 2     | 3 | 4 | 5 | 6 | 7 | 8 | 9 | 10 | 11 | 12 | 13    | 14    | 15   | 16   | 17    | 18    |
| № Nome   | 11 Na | 12 Mg |   |   |   |   |   |   |   |    |    |    | 13 Al | 14 Si | 15 P | 16 S | 17 Cl | 18 Ar |
| e−-conf. |       |       |   |   |   |   |   |   |   |    |    |    |       |       |      |      |       |       |

| Metalli alcalini            | Metalli alcalino terrosi | Lantanoidi  | Attinoidi | Metalli di transizione |
| Metalli di post-transizione | Metalloidi               | Non metalli | Alogeni   | Gas nobili             |

Elementi del periodo 1 –
Elementi del periodo 2 –
Elementi del periodo 3 –
Elementi del periodo 4 –
Elementi del periodo 5 –
Elementi del periodo 6 –
Elementi del periodo 7 –
Elementi del periodo 8